# 549961 Foldesistvan
549961 Foldesistvan este o planetă minoră (asteroid) din centura de asteroizi. A fost descoperită pe 23 noiembrie 2011 la Piszkéstetői Obszervatórium⁠(d) de  și a fost numită după István Földes⁠(d). 
Obiectul prezintă o orbită caracterizată de o semiaxă mare de 2,6330859696388 UAi, o excentricitate de 0,13933279238336, o înclinație de 12,014632799549 ° în raport cu ecliptica.